# Centro di esperienza ambientale Isola Polvese
Il centro di esperienza ambientale  Isola Polvese è una struttura che svolge attività di didattica ambientale per scuole e cittadini situata sull'isola Polvese al centro del parco regionale del Lago Trasimeno.
L'Aula Verde di Isola Polvese nasce nel 1993 e fa parte della rete delle aule verdi promosse dalla Provincia di Perugia. Successivamente si accredita come centro di esperienza ambientale ed entra a far parte della rete dei CEA riconosciuti dalla Regione Umbria. 